# Ribadedeva
Ribadedeva – gmina w Hiszpanii, w prowincji Asturia, w Asturii, o powierzchni 35,66 km². W 2011 roku gmina liczyła 1904 mieszkańców.